# Gastspielbühne Berlin
Das Wandertheater Gastspielbühne Berlin hatte  am 15. Januar 1957 seine erste Premiere.

## Geschichte
Der gerade erst aus London in die DDR gekommene Regisseur John Hanau und der Schauspieler Heinz Gies von der Berliner Volksbühne gründeten 1957 in Ost-Berlin eine Wanderbühne mit dem Titel Gastspielbühne Berliner Theater. Das Unternehmen hatte weder ein festes Ensemble, noch stand ein festes Haus zur Verfügung. Es wurde überall gespielt, wo sich Gelegenheit dazu bot, und die Schauspieler wurden jeweils für eine Inszenierung engagiert. Die Idee dafür hat John Hanau von seiner Tätigkeit in London mitgebracht, wo diese Art Theater zu spielen der Regelfall war.
Die Eröffnungspremiere fand am 15. Januar 1957 mit dem Schauspiel Das Tagebuch der Anne Frank des amerikanischen Dramatiker-Ehepaares Frances Goodrich und Albert Hackett im Kulturhaus des Berliner Kabelwerkes Oberspree statt. Mitwirkende dieser Aufführung waren unter der Regie von John Hanau: Florentine von Tautphoeus, Aenne Bruck, Wolfgang Künzel, Hans-Albert Martens, Ellinor Vogel, Walter Richter-Reinick, Franz Arzdorf, Erika Stiska, Günther Polensen und Katharina Herberg in ihrer ersten Rolle nach der Schauspielschule als Anne Frank. Das Stück erlebte über 100 Aufführungen in der gesamten DDR. Bereits bei der Aufführung der folgenden Inszenierung nannte sich die Gruppe nur noch Gastspielbühne Berlin.
In einem Artikel des Neuen Deutschland wurde darauf hingewiesen, dass sich die Bühne mit der Aufführung des „Ich bin schuldig“ von Hans Müncheberg und Wolfgang Luderer beschäftigte und ein Stück von Arnold Zweig über Maria Theresia vorbereitete, das der Dichter dem Ensemble anvertraut hatte. Für eine Realisierung dieser Inszenierungen konnten keine Nachweise gefunden werden. Intendant Heinz Gies hatte sich 1959 in die Bundesrepublik abgesetzt. Seither wurde die Gastspielbühne Berlin in den Zeitungen nicht mehr erwähnt, so dass man schlussfolgern kann, dass diese aufgelöst wurde.

## Programme
- 1957: Frances Goodrich/Albert Hackett: Das Tagebuch der Anne Frank – Regie: John Hanau
- 1957: Horst Enders nach Guy de Maupassant: Victory-Day  – Regie: Heinz Gies
- 1958: Wolfgang Höher: Unternehmen Rakete – Regie: Heinz Gies
- 1958: Johann Wolfgang von Goethe: Iphigenie auf Tauris –  Regie: Heinz Gies